# Araxos
Araxos  este un oraș în Grecia în Prefectura Ahaia.